# De slaapkop
De slaapkop is het 67ste stripverhaal van Jommeke. De reeks wordt getekend door striptekenaar Jef Nys.

## Personages
- Jommeke
- Flip
- Filiberke
- Annemieke
- Rozemieke
- Theofiel
- Marie
- professor Gobelijn
- Choco

## Verhaal
Wanneer Jommeke op een dag 's morgens opstaat is hij met moeite wakker te krijgen. Hij blijft moe en zijn voeten blijken vuil te zijn. Ook de volgende dagen blijft Jommeke moe. Op een avond ontdekken zijn ouders dat hij slaapwandelt wat zijn vuile voeten verklaart. 's Nachts wandelt hij buiten en loopt hij zelfs over daken. Zijn ouders roepen de hulp van de vrienden in. Filiberke en de Miekes proberen van alles om Jommeke overdag wakker te houden zodat hij 's nachts te moe zal zijn om te gaan slaapwandelen. Zonder succes. Ook Jommeke 's nachts wakker houden mislukt. Ze besluiten zijn kamervenster dicht te timmeren, maar nog slaagt Jommeke erin het huis te ontglippen. Wanneer Jommeke in de krant verschijnt wanneer hij op de haan van de kerktoren zit, wordt het Theofiel te veel en lichten ze Jommeke in over het feit dat hij slaapwandelt. Jommeke raadt hen aan de hulp van professor Gobelijn in te roepen. Aan de vrienden vertelt hij dat alles wellicht begon kort nadat hij een appel van een oude dame kreeg. Filiberke denkt aan het verhaal van Sneeuwwitje en vermoedt dat de appel vergiftigd is. Jommeke blijkt de appel niet helemaal opgegeten te hebben en Flip vindt de rest in de tuin. De professor ontdekt zo het slaapgif dat Jommeke toegediend werd en dat maar half werkte omdat hij hem niet volledig opat. Ze vermoeden dat Anatool hierachter zat. De professor maakt een tegengif en Jommeke herstelt.

## Achtergronden bij dit verhaal
- Dit album hoort thuis in de verhalen waarbij verschillende, soms komisch bedoelde korte verhaallijnen aan elkaar geweven worden rond een centraal thema. De vrienden doen in dit album van alles om Jommeke van het slaapwandelen te houden.
- Anatool is ook in dit album de vaste slechterik, maar hij komt nooit in beeld.
- In dit album is Jommeke niet het hoofdpersonage dat een avontuur beleeft, maar eerder het lijdend voorwerp, hoewel hij op het laatst toch voor de oplossing zorgt.
- Doorheen het verhaal is een verhaallijn met Flip die een nieuw 'trottinetteke' wil, de rode draad naast het slaapwandelen van Jommeke.
- Het verhaal is losjes gebaseerd op het sprookje van Sneeuwwitje.